# 倫氏五孔䱛
倫氏五孔䱛為輻鰭魚綱鱸形目鱸亞目石首魚科的其中一種，分布南美洲巴西舊金山河流域，體長可達29.1公分，棲息在溪流，可做為食用魚。